# Siard Ivan Klement
Siard Ivan Klement OPraem. (15. prosince 1931, Brno – 19. března 1997, Stará Říše) byl kněz brněnské diecéze, člen řádu premonstrátů. Byl perzekvován komunistickým režimem, patřil mezi významné představitele skryté církve. Biskupem Felixem M. Davídkem byl v roce 1973 vysvěcen na biskupa. V letech 1990–1997 byl farářem farnosti ve Staré Říši.

## Životopis
Vyrůstal v Brně-Židenicích (spolu s třemi bratry, v roce 1940 mu zemřel tatínek). Po druhé světové válce studoval na různých středních školách (převážně v Brně), maturoval v roce 1952. V polovině 50. let se dostal do kontaktu s členy řádů premonstrátů. Řeholní formace probíhala mj. na faře v Brně-Zábrdovicích, Židenicích nebo v přírodě u Obřan. Obláčku měl 28. září 1957. Jednoduché sliby skládal až po více než dvou letech (28. března 1960).
On sám byl v roce 1958 kvůli životu řeholní komunity předvolán na Státní bezpečnost k podání vysvětlení. Stejně tak byl předvolán v roce 1960, tentokráte kvůli tajnému studiu u spolubratra Bronislava Svobody. Slavné sliby pak složil v roce 1963. Po tajném studiu u P. Bronislava Svobody (1956–1964) navázal prostřednictvím spolubratra Mariána Kabelky kontakt s Felixem Davídkem, svým pozdějším světitelem. Na kněze jím byl vysvěcen 2. února 1968 v Brně. Po studiích u P. Felixe Davídka (1965–1973) byl 15. března 1973 vysvěcen na biskupa. 
S Felixem Davídkem udržoval bližší vztah i nadále. Shromáždil všechny dokumenty a sepsal jeho vzpomínky na P. Bohuslava Buriana, který zemřel v pověsti svatosti ve věznici na Mírově v roce 1960. Patřil mezi nejbližší Davídkovy spolupracovníky a staral se o něj v posledních měsících jeho života. Pracoval jako technik v podniku Zbrojovka Brno (do srpna 1990). V tomto roce byl ustanoven farářem ve farnosti Stará Říše, kde působil až do konce života.